# Pino Rauti
Giuseppe Umberto Rauti, más conocido como Pino Rauti (Cardinale, 19 de noviembre de 1926 - Roma, 2 de noviembre de 2012) fue un periodista y político neofascista italiano.

## Primeros años
Rauti nació en Cardinale, Calabria. En su juventud, Rauti sirvió como voluntario en la Guardia Nazionale Repubblicana de la República Social Italiana, antes de exiliarse brevemente y enrolarse en la Legión Española. Rauti regresó a Italia en 1946 y se unió al Movimiento Social Italiano (MSI) dos años más tarde. Se convirtió en un miembro dirigente del MSI y también se unió a la "Iniciativa Nuevo Orden Europeo". Se convirtió en asociado de Julius Evola y, junto a Enzo Erra, sirvió como editor de su revista "Imperium". Tal era el apoyo de Rauti a la filosofía de Evola que sus propios escritos teóricos eran considerados como plagio en su época.
En 1954 estableció su propio grupo dentro del MSI en la órbita del grupo "Imperium", conocido como Ordine Nuovo. Sin embargo, Rauti se desilusionó paulatinamente con el MSI, particularmente después de que el partido apoyara a Giuseppe Pella como primer ministro, así que su grupo se escindió del MSI en la conferencia de 1956, con Rauti lanzando una serie de virulentas críticas a la dirección del MSI mientras anunciaba su marcha.

## Acusaciones de terrorismo
Mientras progresaba en su carrera política, Rauti fue también sujeto de una serie de alegaciones que lo relacionaban con las campañas terroristas asociadas a la llamada "estrategia de la tensión". Notorio anticomunista, Rauti alentaba la unidad contra los comunistas, con ambos bandos llamando a la acción violenta. Apoyaba la vieja táctica de peleas callejeras directas contra grupos armados de extrema izquierda pero también apoyó un proceso de infiltración en estos grupos para provocarles una mayor confrontación y acción directa con las fuerzas de seguridad. Rauti esperaba que esta política crease una atmósfera de levantamiento civil que, eventualmente, llevase a una toma del poder por parte del neofascismo.
El nombre de Rauti se escuchó en los atentados de Piazza Fontana, en Milán, donde también se le relacionaba con reuniones terroristas de alto nivel en Padua en 1969. Los magistrados de Treviso llevaron a juicio a Rauti en 1972 sobre una posible implicación en el ataque de Piazza Fontana pero finalmente fue absuelto por falta de pruebas.
Rauti era conocido por su cercanía a Mario Merlino y por extensión estaba vinculado al estrecho camarada de Merlino, el también neofascista Stefano Delle Chiaie. También colaboró con Franco Freda, exmiembro de Ordine Nuovo, produciendo junto a él una serie de panfletos en la década de 1960. Algunos documentos también afirman que Rauti era o bien un "contacto" o bien un informante a sueldo del director del SISMI, la inteligencia militar italiana entre 1977 y 2007, quien estaba vinculado personalmente a la mencionada estrategia de la tensión. También se ha sugerido que fue responsable de articular los "Nuclei Armati Rivoluzionari" (Núcleos Armados Revolucionarios) junto a Guido Giannettini. Sin embargo, no hay ninguna prueba concreta que vincule a Rauti con el terrorismo y nunca fue condenado formalmente por este tipo de delitos.

## Regreso al MSI

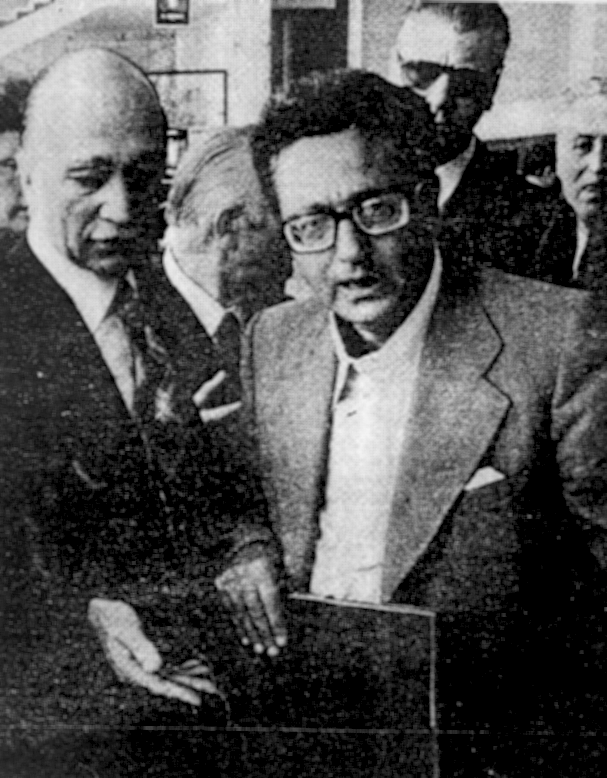
Pino Rauti junto a Giorgio Almirante tras el regreso del primero al MSI en 1969.

Rauti regresó al MSI en 1969 y se le ofreció un asiento en el Comité Central por parte de Giorgio Almirante. El movimiento de Rauti fue rechazado por Clemente Graziani, quien continuó dirigiendo Ordine Nuovo fuera del MSI aunque los dos hombres continuaron siendo socios cercanos. Mientras tanto, Rauti fue elegido a la Cámara de Diputados en 1972.
La posición de Rauti dentro del MSI se vio fortalecida en 1977 cuando la facción principal del partido, más moderada, se escindió para crear una nueva formación llamada "Democrazia Nazionale". Esto abrió espacio para un nuevo movimiento evoliano que ganó poder dentro del partido bajo el liderazgo de Rauti y puso énfasis en la juventud organizando el "Campamento Hobbit", una serie de eventos para militantes jóvenes del partido que destacaban por tener un aire mucho más casual y orientado al ocio que las anteriores iniciativas juveniles del partido. El evento fue tan exitoso que tras ello el movimiento juvenil del MSI, el "Fronte della Gioventù", se posicionó abiertamente junto a la facción de Rauti. Mientras tanto, su influencia continuaba creciendo cuando se convirtió en la principal figura de ultraderecha en el Parlamento Europeo durante la década de 1980.
En 1987 Rauti, por aquel entonces vicesecretario del MSI, fue uno de los dos candidatos a suceder a Giorgio Almirante como líder del MSI, siendo el otro Gianfranco Fini. Siguiendo con su plataforma política basada en las ideas de Evola, Rauti también manifestó elementos del pensamiento de la Nouvelle Droite, adoptando el etno-pluralismo y apoyando el nacionalismo en los países en vías de desarrollo. Fini, sin embargo, presentó una plataforma más moderada, obteniendo el liderazgo con 727 votos frente a los 608 de la facción de Rauti.

## Liderazgo del MSI
Pese a su derrota, la posición de Rauti pronto se vio de nuevo fortalecida dentro del partido. Fini miró al éxito de Jean-Marie Le Pen y el Frente Nacional en Francia y, tratando de utilizar el modelo que ellos establecieron, adoptó una fuerte oposición a la inmigración como política central del MSI. El movimiento provocó alarma al parecer que Fini estaba tratando de abandonar el fascismo tratando de hacer girar al MSI hacia el populismo. Este cambio radical, combinado con unos pobres resultados electorales, llevó a Rauti a reemplazar a Fini como líder del MSI en 1990.
Como líder del MSI, Rauti buscó recuperar el fascismo del partido con una retórica radical revolucionaria que, según él, no debía ser considerada como derechista. También manifestó su oposición a los Estados Unidos y a los valores occidentales, así como su apoyo al etno-pluralismo. Sin embargo, el 3,9% de votos obtenidos en las elecciones regionales de 1990 representaron el peor resultado en la historia del MSI y una moción de censura en las elecciones locales de Sicilia lo apartó del liderazgo en julio de 1991, regresando Fini a este puesto.

## Fiamma Tricolore
Rauti se convirtió en un acérrimo crítico del liderazgo hasta 1995, cuando Fini declaró la disolución del MSI y la fundación, en su lugar, de la Alleanza Nazionale. Viendo esto como una ruptura con la herencia fascista que él consideraba una cuestión central del MSI, Rauti dirigió a un grupo de militantes que se escindieron y formaron Fiamma Tricolore, que él veía como continuadores en el camino del fascismo. Pese a que algunos comentaristas políticos esperaban que el partido fuese un movimiento marginal, sorprendentemente obtuvo buenos resultados en las elecciones de 1996 e incluso obtuvieron un escaño en las elecciones al Parlamento Europeo de 1999.

## Retiro y regreso
Rauti dimitió como líder de Fiamma Tricolore en 2002 en favor de Luca Romagnoli, quien inmediatamente adoptó una política de acercamiento con la coalición Casa de las Libertades de Silvio Berlusconi. Rauti se convirtió en un fuerte crítico de las directrices tomadas por Romagnoli hasta el punto de ser expulsado del partido que él mismo había fundado a principios de 2004.
Fue entonces cuando fundó su propio partido, el Movimiento Idea Social.

Pino Rauti murió en Roma, a la edad de 85 años, el 2 de noviembre de 2012.

## Fuera de la política
Además de su carrera política, Rauti fue también un destacado periodista, uniéndose al equipo del diario romano "Il Tempo" en 1953. También trabajó como uno de los corresponsales italianos de la pseudo-agencia de prensa Aginter Press, vinculada la dictadura salazarista de Portugal.
Su hija Isabella Rauti, senadora por Mantua, se casó con Gianni Alemanno en 1992; Alemanno fue Alcalde de Roma durante un mandato entre 2008 y 2013, perdiendo la reelección.

## Obras publicadas
- Storia d'Italia nei discorsi di Mussolini, 1915-1945, (con Giuseppe Carlucci), 1966
- L'immane conflitto: Mussolini, Roosevelt, Stalin, Churchill, Hitler, 1967
- Le mani rosse sulle forze armate, (con Guido Giannettini), 1975
- Le idee che mossero il mondo, ed. Europa, 1980
- Benito Mussolini, ed. Europa, 1989
- Storia del fascismo, (con Rutilio Sermonti), en 6 volúmenes, 2003, 2004, 2009, 1978, 1979
- Fascismo e Mezzogiorno, (con Rutilio Sermonti), ed. Europa, 1990